# Maurik
Maurik est un village appartenant à la commune néerlandaise de Buren. Le village compte environ 3 500 habitants.
La mairie de la commune de Buren est située à Maurik.

## Histoire
Rien n'est connu avec certitude sur l'origine du nom Maurik. Abraham Jacob van der Aa écrit en 1846 que Mannaricium, mentionné dans le carnet de voyage de l'empereur Antonius, serait l'actuel Maurik. Cependant, il ne mentionne pas sa source. Adriaan P. de Kleuver va encore plus loin dans son travail occasionnel de 1967 en adoptant une origine celtique.
Une très ancienne habitation est maintenant prouvée : en 1967, on a retrouvé de petits restes qui indiquent une habitation à l'âge du bronze (1700-700 av. J.-C.). Au début de l'ère, une grande ferme se trouvait à Woerd (nl) près de Maurik ; cette ferme a été abandonnée à la fin du IIIe siècle : les Francs ont commencé leurs raids et sa situation est devenue dangereuse. Au IVe siècle, le sol était trop humide pour être habité et les écrivains romains ont noté que le sol du Betuwe était si humide qu'il était presque impossible de l'appeler ainsi. Au cours des siècles suivants, du Ve au VIIe siècle, il y avait peu d'habitations dans la Betuwe, les plus nombreuses dans la Haute-Betuwe, selon le Dr A.R. Hol dans son ouvrage standard De Betuwe, auquel dérive une grande partie de ce qui précède.
Une conclusion sûre est que l'occupation permanente de Maurik date probablement du VIIe siècle. La datation antérieure ne repose que sur des spéculations. Le docteur conclut de ses recherches archéologiques. P.J.R. Modderman, cette résidence permanente entre le Rhin et le Waal avec la sortie -ik (comme Maurik, Varik) ne va nulle part au-delà du début du Moyen Âge. Un autre érudit, Dr. D.P. Blok, affirme que la première colonie des habitants de la Betuwe Ouest au début du Moyen Age était située dans le Brabant et avait été achevée vers 900.
Dans tous les cas, Maurik est mentionné pour la première fois dans une charte de 997 et sous le pseudonyme de Maldericke. L'empereur Otto III fait alors don d'un bien à un monastère à Maurik. L’emplacement des nouveaux résidents sera, compte tenu du Dr Block, certaines générations ont eu lieu avant. Le premier occupant du nom nous rejoint un peu plus de trois siècles plus tard: Saffatine de Mauderic, chevalier, qui construisit son château au bord de la rivière en 1270 (sur le site où se trouve actuellement le moulin). De cela, il ne passa pas un bon moment: il mourut en 1288 lors de la bataille de Woeringen.
Cependant, il n'y a toujours pas d'explication pour le nom Maurik. Un emprunt au Celtic, comme l'a supposé A. de Kleuver (Maleriacum ou Mannaricium, qui serait à nouveau une dérivation du nom personnel Malerius), manque de preuves.
De 1811 à 1999, la municipalité de Maurik était une municipalité indépendante du Neder-Betuwe, comprenant les villages Eck et Wiel, Ingen (1811-1817) et, à partir de 1818, Ravenswaaij et Rijswijk. En 1999, Maurik a fusionné avec la municipalité de Buren. L’ancien hôtel de ville a été utilisé comme restaurant en septembre 2006.
En raison de la construction du barrage sur le Rhin inférieur près d’Amerongen, la rivière qui longeait à l’origine le village a été déplacée à quelques centaines de mètres au nord. Un bras de rivière mort a été créé près de Maurik. La zone située entre les deux s'appelle l'île de Maurik. C'est avant tout une zone de loisirs pour les amateurs de sports nautiques et les amateurs de réserves naturelles. Les vestiges de l'activité industrielle du passé peuvent encore être trouvés ici sous la forme de trois usines de briques délabrées.
En raison de la construction de la zone industrielle près d'Eck et de Wiel, de nouvelles activités se sont développées dans la région de Maurik au cours des dernières années. En outre, de nombreux habitants travaillent dans des villes voisines ou dans des entreprises de fruits et de transport locales. Toujours à Maurik, de nombreux navetteurs travaillent actuellement dans la Randstad.
L’évacuation du Betuwe (nl) aux mois de janvier et février 1995 est un fait important dans l’histoire récente de Maurik. En raison du niveau d’eau extrêmement élevé dans les rivières et de la menace de brèches de digues qui s’ensuit, le village tout entier a été évacué. La Betuwe est finalement restée sèche. Après quelques jours, les habitants ont pu rentrer chez eux.

## Galerie

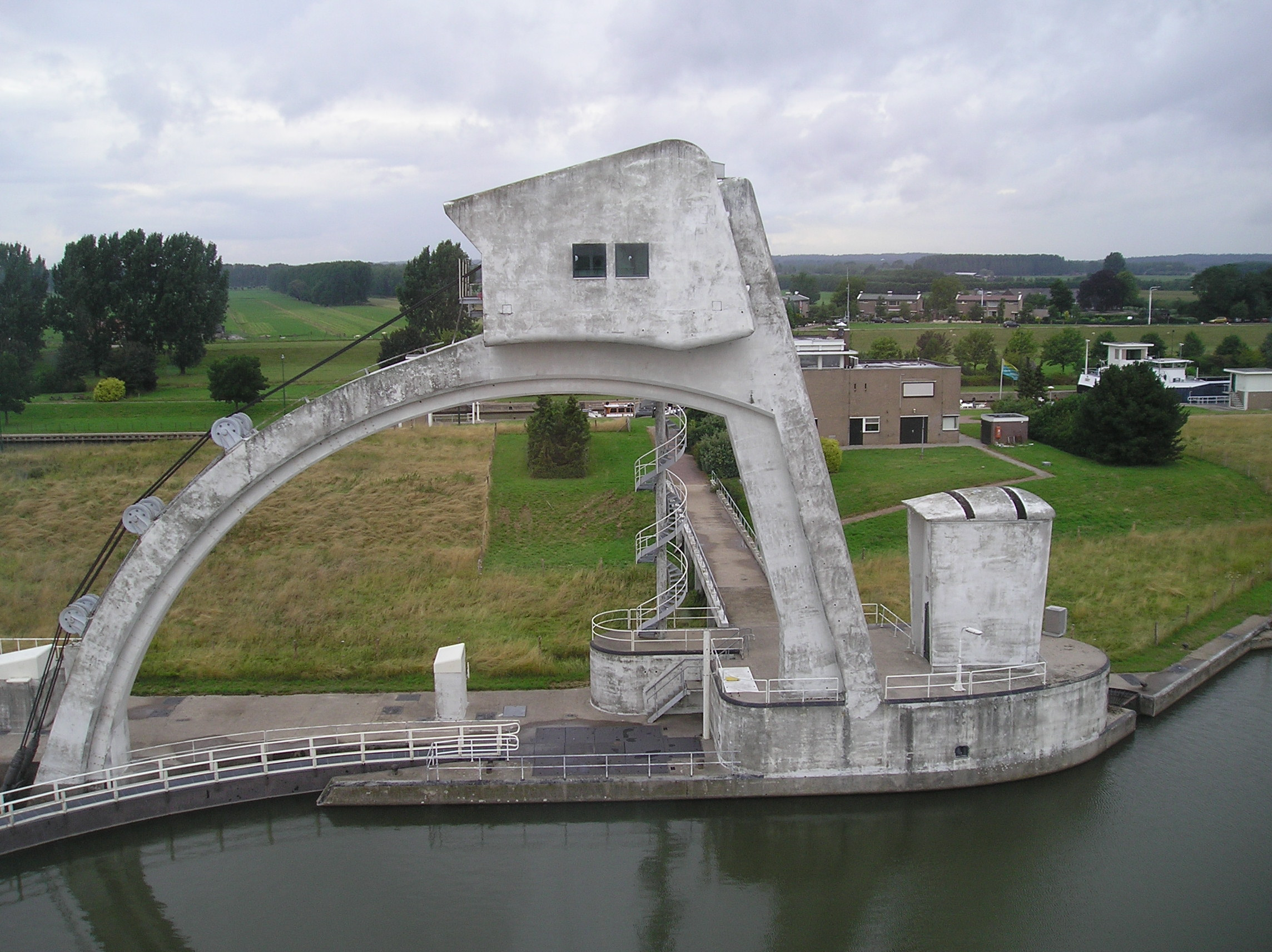
Le Barrage sur le Rhin Inférieur.
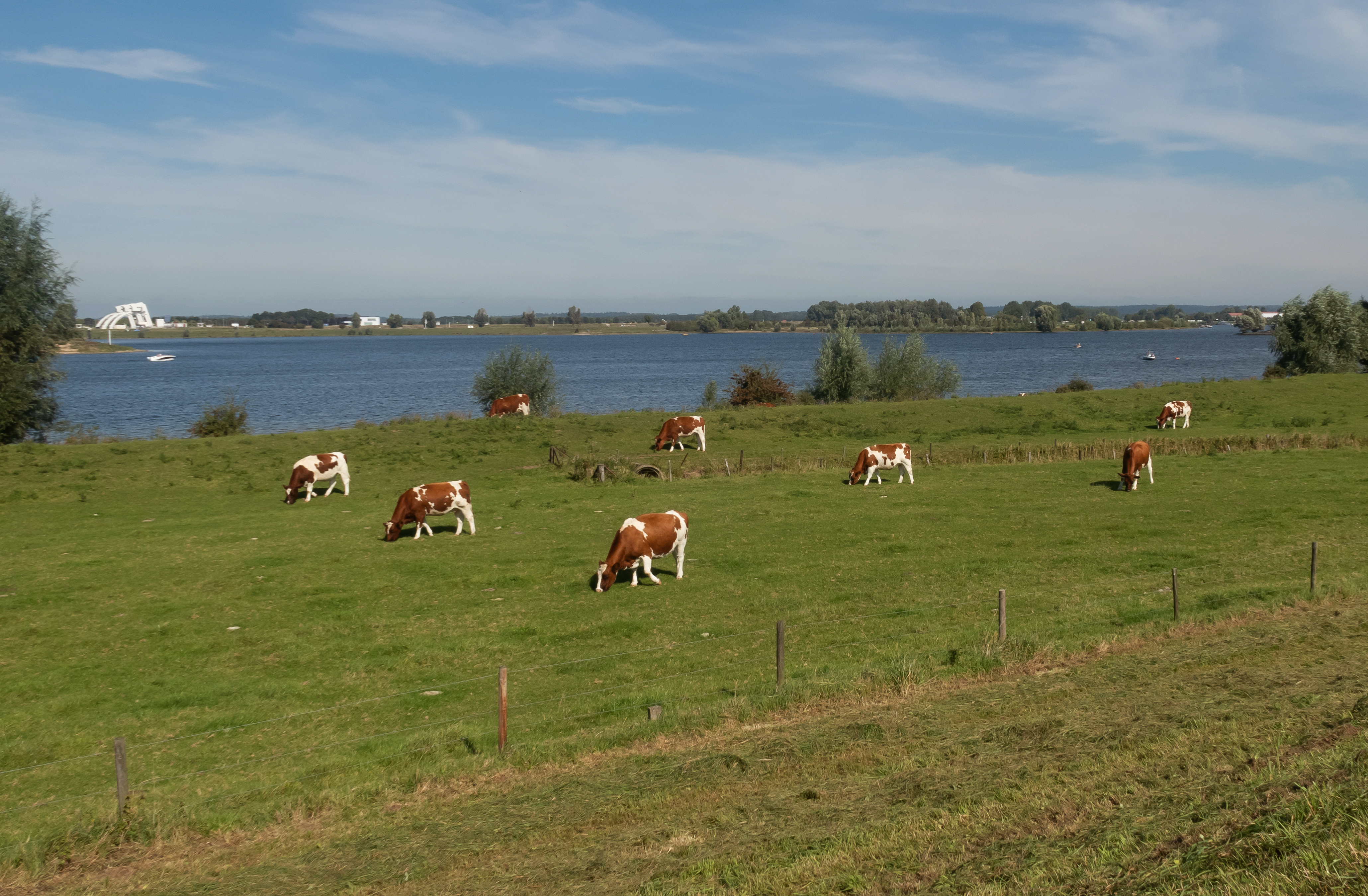
Panorama près de l'île de Maurik.